# Stockholm (Wisconsin)
Stockholm è un villaggio degli Stati Uniti d'America, situato in Wisconsin, nella contea di Pepin.